# Lagarde, Gers
Lagarde este o comună în departamentul Gers din sudul Franței. În 2009 avea o populație de 112 de locuitori.

## Evoluția populației
| An        | 1975 | 1982 | 1990 | 1999 | 2006 | 2009 |
| --------- | ---- | ---- | ---- | ---- | ---- | ---- |
| Populație | 141  | 148  | 165  | 132  | 130  | 112  |